# 第72回全国高等学校野球選手権大会
第72回全国高等学校野球選手権大会（だい72かいぜんこくこうとうがっこうやきゅうせんしゅけんたいかい）は、1990年（平成2年）8月8日から8月21日までの14日間にわたり阪神甲子園球場で行われた全国高等学校野球選手権大会である。

## 概要
この大会で初めて参加校数が4,000校を超えた。
沖縄水産が甲子園大会で初めて沖縄県勢として決勝戦に進出。決勝試合では終始沖縄水産の方が押し気味に展開しながらも、奈良代表の天理に対して4回表に犠牲フライで唯一の失点を許す。最終的にスコアは0-1と1点差で敗れ全国制覇はならなかった。
また、第1日第2試合に登場した高崎商は、食中毒で11人が下痢に襲われ、レギュラー4人がベンチ入りできなかった。

## 代表校
| 東日本   | 東日本       | 東日本        |
| 地方大会 | 代表校       | 出場回数      |
| -------- | ------------ | ------------- |
| 北北海道 | 中標津       | 初出場        |
| 南北海道 | 函館大有斗   | 3年ぶり6回目  |
| 青森     | 八戸工大一   | 3年ぶり3回目  |
| 岩手     | 花巻東       | 26年ぶり2回目 |
| 秋田     | 秋田経法大付 | 2年連続5回目  |
| 山形     | 日大山形     | 2年ぶり9回目  |
| 宮城     | 仙台育英     | 2年連続10回目 |
| 福島     | 日大東北     | 3年ぶり2回目  |
| 茨城     | 竜ヶ崎一     | 15年ぶり8回目 |
| 栃木     | 葛生         | 初出場        |
| 群馬     | 高崎商       | 2年ぶり10回目 |
| 埼玉     | 大宮東       | 初出場        |
| 山梨     | 甲府工       | 17年ぶり4回目 |
| 千葉     | 成田         | 35年ぶり6回目 |
| 東東京   | 関東一       | 5年ぶり2回目  |
| 西東京   | 日大鶴ヶ丘   | 初出場        |
| 神奈川   | 横浜商       | 3年ぶり7回目  |
| 長野     | 丸子実       | 2年連続7回目  |
| 新潟     | 高田工       | 初出場        |
| 富山     | 桜井         | 7年ぶり3回目  |
| 静岡     | 浜松商       | 2年ぶり8回目  |
| 愛知     | 愛工大名電   | 2年ぶり4回目  |
| 岐阜     | 美濃加茂     | 10年ぶり2回目 |
| 三重     | 海星         | 2年連続7回目  |

| 西日本   | 西日本       | 西日本         |
| 地方大会 | 代表校       | 出場回数       |
| -------- | ------------ | -------------- |
| 石川     | 星稜         | 2年連続9回目   |
| 福井     | 大野         | 初出場         |
| 滋賀     | 八幡商       | 3年連続3回目   |
| 京都     | 平安         | 16年ぶり26回目 |
| 奈良     | 天理         | 2年ぶり15回目  |
| 和歌山   | 星林         | 22年ぶり2回目  |
| 大阪     | 渋谷         | 初出場         |
| 兵庫     | 育英         | 33年ぶり4回目  |
| 岡山     | 岡山城東     | 初出場         |
| 鳥取     | 境           | 6年ぶり5回目   |
| 広島     | 山陽         | 初出場         |
| 島根     | 津和野       | 初出場         |
| 山口     | 宇部商       | 2年ぶり7回目   |
| 香川     | 丸亀         | 42年ぶり2回目  |
| 愛媛     | 松山商       | 2年ぶり23回目  |
| 徳島     | 徳島商       | 5年ぶり15回目  |
| 高知     | 高知商       | 2年ぶり18回目  |
| 福岡     | 西日本短大付 | 4年ぶり2回目   |
| 佐賀     | 佐賀学園     | 9年ぶり2回目   |
| 長崎     | 海星         | 2年連続14回目  |
| 熊本     | 済々黌       | 11年ぶり5回目  |
| 大分     | 藤蔭         | 初出場         |
| 宮崎     | 都城         | 6年ぶり6回目   |
| 鹿児島   | 鹿児島実     | 7年ぶり10回目  |
| 沖縄     | 沖縄水産     | 2年ぶり6回目   |

## 試合結果

### 1回戦
| 試合日  | 試合順  | 勝利     | スコア | 敗戦         |
| ------- | ------- | -------- | ------ | ------------ |
| 8月8日  | 第1試合 | 成田     | 6 - 2  | 都城         |
| 8月8日  | 第2試合 | 沖縄水産 | 7 - 1  | 高崎商       |
| 8月8日  | 第3試合 | 浜松商   | 12 - 6 | 岡山城東     |
| 8月9日  | 第1試合 | 甲府工   | 12 - 7 | 佐賀学園     |
| 8月9日  | 第2試合 | 境       | 3x - 2 | 八戸工大一   |
| 8月9日  | 第3試合 | 竜ヶ崎一 | 3 - 1  | 大野         |
| 8月9日  | 第4試合 | 横浜商   | 5 - 1  | 津和野       |
| 8月10日 | 第1試合 | 仙台育英 | 4 - 2  | 藤蔭         |
| 8月10日 | 第2試合 | 松山商   | 4 - 2  | 海星（三重） |
| 8月10日 | 第3試合 | 天理     | 6 - 1  | 愛工大名電   |
| 8月10日 | 第4試合 | 鹿児島実 | 9 - 0  | 日大山形     |
| 8月11日 | 第1試合 | 日大東北 | 3 - 0  | 海星（長崎） |
| 8月11日 | 第2試合 | 高知商   | 11 - 7 | 大宮東       |
| 8月11日 | 第3試合 | 宇部商   | 3 - 2  | 美濃加茂     |
| 8月11日 | 第4試合 | 徳島商   | 7 - 2  | 丸子実       |
| 8月12日 | 第1試合 | 平安     | 5 - 3  | 関東一       |
| 8月12日 | 第2試合 | 済々黌   | 7 - 5  | 花巻東       |

### 2回戦
| 試合日  | 試合順  | 勝利         | スコア | 敗戦       | 備考     |
| ------- | ------- | ------------ | ------ | ---------- | -------- |
| 8月12日 | 第3試合 | 八幡商       | 6x - 5 | 高田工     |          |
| 8月13日 | 第1試合 | 秋田経法大付 | 3x - 2 | 育英       | 延長13回 |
| 8月13日 | 第2試合 | 西日本短大付 | 8 - 0  | 桜井       |          |
| 8月13日 | 第3試合 | 山陽         | 5x - 4 | 葛生       |          |
| 8月13日 | 第4試合 | 星林         | 5x - 4 | 中標津     | 延長10回 |
| 8月14日 | 第1試合 | 日大鶴ヶ丘   | 7 - 3  | 星稜       |          |
| 8月14日 | 第2試合 | 丸亀         | 6 - 3  | 函館大有斗 |          |
| 8月14日 | 第3試合 | 宇部商       | 8 - 4  | 渋谷       | 延長10回 |
| 8月14日 | 第4試合 | 天理         | 3x - 2 | 成田       |          |
| 8月15日 | 第1試合 | 松山商       | 3 - 1  | 竜ヶ崎一   |          |
| 8月15日 | 第2試合 | 横浜商       | 4 - 1  | 日大東北   |          |
| 8月15日 | 第3試合 | 仙台育英     | 9 - 1  | 浜松商     |          |
| 8月15日 | 第4試合 | 平安         | 5 - 0  | 境         |          |
| 8月16日 | 第1試合 | 沖縄水産     | 12 - 5 | 甲府工     |          |
| 8月16日 | 第2試合 | 鹿児島実     | 4 - 3  | 高知商     | 延長12回 |
| 8月16日 | 第3試合 | 徳島商       | 5 - 2  | 済々黌     |          |

### 3回戦
| 試合日  | 試合順  | 勝利         | スコア | 敗戦         | 備考     |
| ------- | ------- | ------------ | ------ | ------------ | -------- |
| 8月17日 | 第1試合 | 天理         | 6 - 0  | 仙台育英     |          |
| 8月17日 | 第2試合 | 山陽         | 6 - 1  | 星林         |          |
| 8月17日 | 第3試合 | 横浜商       | 3 - 2  | 秋田経法大付 | 延長12回 |
| 8月17日 | 第4試合 | 丸亀         | 1 - 0  | 平安         | 延長14回 |
| 8月18日 | 第1試合 | 沖縄水産     | 5 - 2  | 八幡商       |          |
| 8月18日 | 第2試合 | 日大鶴ヶ丘   | 5 - 3  | 徳島商       | 延長10回 |
| 8月18日 | 第3試合 | 鹿児島実     | 4 - 2  | 松山商       |          |
| 8月18日 | 第4試合 | 西日本短大付 | 4 - 2  | 宇部商       |          |

### 準々決勝
| 試合日  | 試合順  | 勝利         | スコア | 敗戦       |
| ------- | ------- | ------------ | ------ | ---------- |
| 8月19日 | 第1試合 | 山陽         | 4 - 2  | 日大鶴ヶ丘 |
| 8月19日 | 第2試合 | 西日本短大付 | 4 - 3  | 鹿児島実   |
| 8月19日 | 第3試合 | 沖縄水産     | 8 - 5  | 横浜商     |
| 8月19日 | 第4試合 | 天理         | 7 - 0  | 丸亀       |

### 準決勝
| 試合日  | 試合順  | 勝利     | スコア | 敗戦         |
| ------- | ------- | -------- | ------ | ------------ |
| 8月20日 | 第1試合 | 沖縄水産 | 6 - 1  | 山陽         |
| 8月20日 | 第2試合 | 天理     | 5x - 4 | 西日本短大付 |

### 決勝
8月21日
|          | 1 | 2 | 3 | 4 | 5 | 6 | 7 | 8 | 9 | R | H | E |
| -------- | - | - | - | - | - | - | - | - | - | - | - | - |
| 天理     | 0 | 0 | 0 | 1 | 0 | 0 | 0 | 0 | 0 | 1 | 5 | 2 |
| 沖縄水産 | 0 | 0 | 0 | 0 | 0 | 0 | 0 | 0 | 0 | 0 | 8 | 0 |

1. （天）：南 - 柴田
2. （沖）：神谷 - 中村
3. 審判
［球審］三宅
［塁審］永野・広沢・相沢
4. 試合時間：1時間47分

| 天理 | 天理 | 天理            |
| 打順 | 守備 | 選手            |
| ---- | ---- | --------------- |
| 1    | [二] | 寺川敏春（3年） |
| 2    | [遊] | 大宅保任（2年） |
| 3    | [中] | 大森篤（2年）   |
| 4    | [左] | 小竹英己（3年） |
| 5    | [三] | 大仲友章（3年） |
| 6    | [一] | 梅田武志（2年） |
| 7    | [右] | 井上浩三（3年） |
| 8    | [投] | 南竜次（3年）   |
| 9    | [捕] | 柴田宗久（3年） |

| 沖縄水産 | 沖縄水産 | 沖縄水産        |
| 打順     | 守備     | 選手            |
| -------- | -------- | --------------- |
| 1        | [三]     | 新里紹也（3年） |
| 2        | [中]     | 屋良景太（2年） |
| 3        | [一]     | 永田智之（3年） |
| 4        | [投]     | 神谷善治（3年） |
| 5        | [右]     | 大野倫（2年）   |
| 6        | [捕]     | 中村寿（3年）   |
| 7        | [左]     | 大城剛（3年）   |
| 8        | [遊]     | 城間修（3年）   |
| 9        | [二]     | 横峯孝之（3年） |

## 大会本塁打
1回戦
- 第1号：水島裕介（浜松商）
- 第2号：渡辺達也（甲府工）
- 第3号：内田祐二（横浜商）
- 第4号：青木友之（仙台育英）
- 第5号：伊藤博之（仙台育英）
- 第6号：内之倉隆志（鹿児島実）
- 第7号：岡林親司（高知商）
- 第8号：野瀬秀則（大宮東）
- 第9号：宮内洋（宇部商）
- 第10号：松本謙吾（宇部商）
- 第11号：近藤年（徳島商）
- 第12号：宮尾政規（丸子実）
- 第13号：笠井裕（平安）
- 第14号：松岡正樹（平安）

2回戦
- 第15号：木附貴雄（西日本短大付）
- 第16号：木附貴雄（西日本短大付）
- 第17号：庄堂成紀（星林）
- 第18号：田尾克顕（丸亀）
- 第19号：岩田一実（函館大有斗）
- 第20号：松本謙吾（宇部商）
- 第21号：松崎勇二（松山商）
- 第22号：堀本義孝（松山商）
- 第23号：武藤孝司（横浜商）
- 第24号：新里紹也（沖縄水産）
- 第25号：宮下正一（鹿児島実）
- 第26号：橋本毎弘（高知商）
- 第27号：糸林良公（徳島商）

3回戦
- 第28号：大宅保任（天理）
- 第29号：柴田宗久（天理）
- 第30号：石井克幸（日大鶴ヶ丘）
- 第31号：内之倉隆志（鹿児島実）
- 第32号：松本謙吾（宇部商）

準々決勝
- 第33号：伊藤健二（山陽）
- 第34号：後藤竜二（西日本短大付）
- 第35号：内之倉隆志（鹿児島実）
- 第36号：中村寿（沖縄水産）

準決勝
- 第37号：中村寿（沖縄水産）
- 第38号：永田智之（沖縄水産）
- 第39号：大宅保任（天理）

## その他の主な出場選手
- 中川申也（秋田経法大付）
- 北川博敏（大宮東）
- 山﨑健（関東一）
- 山本保司（関東一）
- 伊藤栄祐（愛工大名電）
- 鈴木一朗（愛工大名電）
- 深谷篤（愛工大名電）
- 村松有人（星稜）
- 松井秀喜（星稜）
- 正津英志（大野）

- 谷口功一（天理）
- 松田匡司（星林）
- 中村紀洋（渋谷）
- 戎信行（育英）
- 太田弘昭（松山商）
- 佐々木健一（徳島商）
- 内田大孝（佐賀学園）
- 若林隆信（佐賀学園）
- 岸川雄二（佐賀学園）
- 味園博和（鹿児島実）